# 박재현 (축구인)
박재현(1980년 10월 29일 - )은 대한민국의 전 축구 선수로서 현 지도자로 과거 포지션은 공격수였다.